# Државни универзитет у Тетову
Државни универзитет у Тетову (алб. Universiteti Shtetëror i Tetovës, мкд. Државен Универзитет во Тетово) је државни универзитет у Тетову. Основан је 17. септембра 1994. године као прва институција високог образовања на албанском језику у Северној Македонији, иако га влада Републике Северне Македоније није признала као државни универзитет све до јануара 2004. Настава се одвија на албанском, македонском и енглеском језику.

## Историја
Државни универзитет у Тетову основан је 17. децембра 1994. године на иницијативу Албанског културног друштва Северне Македоније. Прва предавања одржана су 16—17. фебруара 1995. године у Пороју и Големој Речици.

## Факултети
Универзитет се састоји од 13 факултета:
- Економски факултет
- Педагошки факултет
- Правни факултет
- Факултет за пословну администрацију
- Пољопривредно-биотехнолошки факултет
- Факултет медицинских наука
- Факултет за прехрамбену технологију и исхрану
- Факултет примењених наука
- Факултет природно-математичких наука
- Уметнички факултет
- Факултет за физичку културу
- Филозофски факултет
- Филолошки факултет